# Eucidaris
Az Eucidaris a tengerisünök (Echinoidea) osztályának Cidaroida rendjébe, ezen belül a Cidaridae családjába tartozó nem.

## Rendszerezés
A nembe az alábbi 8 faj tartozik; ezekből 3 fosszilis:
- Eucidaris australiae Mortensen, 1950
- †Eucidaris coralloides Fell, 1954 - kora oligocén
- Eucidaris galapagensis Döderlein, 1887
- Eucidaris metularia (Lamarck, 1816)
- †Eucidaris strobilata Fell, 1954 - késő eocén - kora oligocén
- †Eucidaris strombilata - az idetartozása kérdéses; oligocén - kora miocén
- Eucidaris thouarsii (L. Agassiz & Desor, 1846)
- Eucidaris tribuloides (Lamarck, 1816)

## Képek

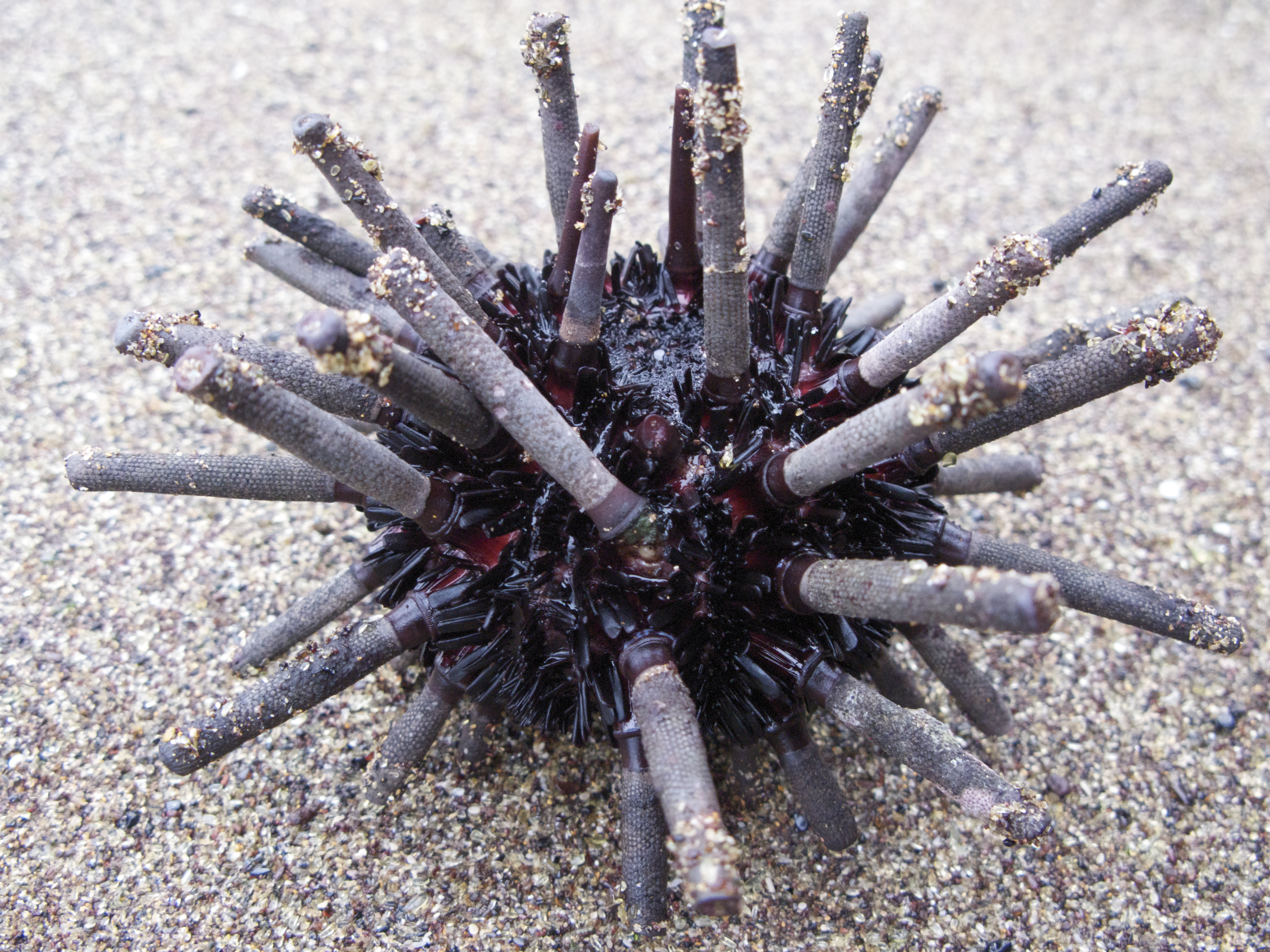
Eucidaris galapagensis
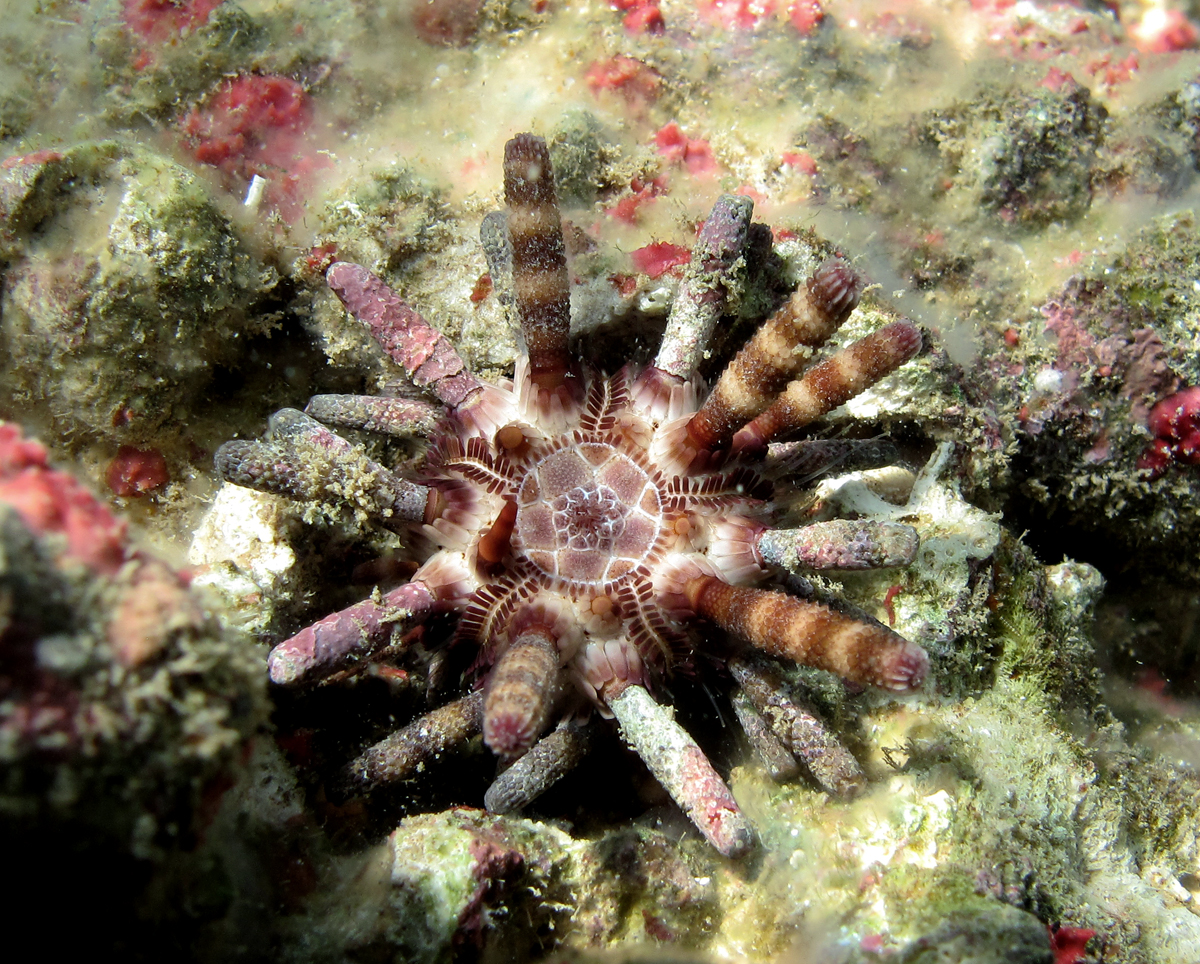
Eucidaris metularia